# Karl Rothe (Politiker, 1840)

Karl Rothe

Karl Friedrich Bernhard Rothe, auch Carl Friedrich Bernhard Rothe (* 2. Juli 1840 in Darmstadt; † 29. Januar 1906 ebenda) war ein deutscher Verwaltungsbeamter und Chef der Regierung des Großherzogtums Hessen.

## Familie
Karl Rothe war der Sohn des Großherzoglich Hessischen Geheimen Finanzrates Heinrich Rothe (1794–1848) und dessen Frau Emma Zimmermann (1809–1887), Tochter des Finanzministers Karl Wilhelm Zimmermann (1782–1856). Die Familie war evangelisch. 
Am 8. Juli 1871 heirateten Karl Rothe und Susanna Magdalene Marie Luise Merck (1849–1929) in Darmstadt. Sie war eine Tochter des Kaufmanns Carl Wilhelm Merck (1823–1885). Ihre Tochter Marie heiratete den späteren preußischer Generalleutnant Johannes Emil Bendermann.

## Karriere
Karl Rothe besuchte das Ludwig-Georgs-Gymnasium in Darmstadt, legte dort 1857 das Abitur ab und studierte ab 1858 Rechtswissenschaften an den Universitäten Gießen und Heidelberg. Zum Berufseinstieg war er Gerichtsakzessist in Heidelberg,1862 und 1863 „Referendar“ bei Behörden in Darmstadt.
1867 wurde er Ministerialsekretär im Ministerium des Auswärtigen und des Großherzoglichen Hauses und 1876 zum Legationsrat ernannt. 1881 war er kurzfristig Kreisrat des Kreises Darmstadt, was in Personalunion mit dem Amt eines Direktors der Provinz Starkenburg verbunden war. Vom 1. September 1881 bis 5. August 1884 war er Kreisrat des Kreises Offenbach, ebenfalls 1881 Mitglied der Zivildiener-Witwenkassen-Kommission und ab 1884 Ministerialrat im Innenministerium. Am 20. September 1888 wechselte er in den Vorstand des Kabinetts. Am 17. Oktober 1891 wurde er Kreisrat des Kreises Mainz, eine Stelle, die mit denen des Direktors der Provinz Rheinhessen und des landesherrlichen Territorialkommissars bei der Bundesfestung Mainz verbunden war.
Am 2. Juli 1898 wurde er Staatsminister (Ministerpräsident) und gleichzeitig Innenminister. Er sah sich in der Tradition der parteifernen Hessen-Darmstädter Beamtenregierungen. So sagte er auf der Landtagssitzung am 29. Juni 1904 „Die Regierung hat über den Parteien zu stehen, nicht Partei zu sein“. In die Regierungszeit Roths fallen eine Reihe liberaler und sozialer Modernisierungen, darunter die Ablösung der Reallasten und Dienstbarkeiten, 1899, das Feuerbestattungsgesetz (gegen das die Vorgängerregierung sich immer ausgesprochen hatte), das Wohnungsfürsorgegesetz und das erste moderne Denkmalschutzgesetz Deutschlands 1902. Karl Rothe starb 1906 im Amt. Er wurde auf dem Alten Friedhof in Darmstadt bestattet.

## Ehrungen

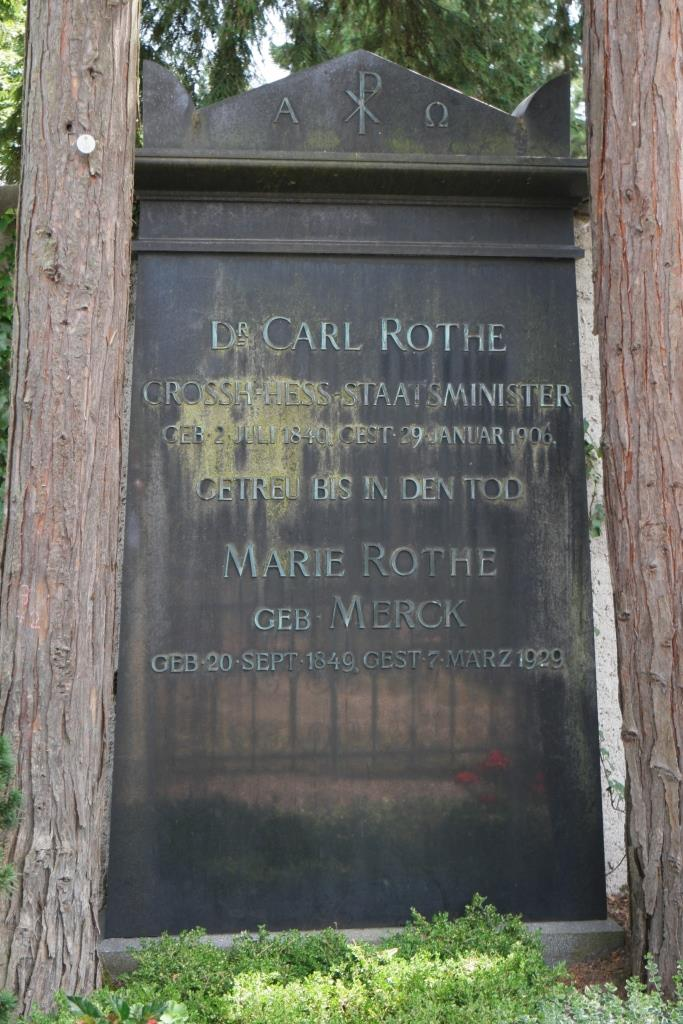
Grab von Carl Rothe auf dem Alten Friedhof in Darmstadt

- Dr. jur. h. c. der Universität Gießen[5]
- Dr. ing. h. c. der TU Darmstadt[6]
- 1869 Russischer St. Stanislaus-Orden III. Klasse[7]
- 1881 Ritterkreuzes I. Klasse des Ordens der württembergischen Krone[8]
- 1884 Russischer St. Stanislaus-Orden II. Klasse[9]
- 1886 Ritterkreuz I. Klasse des Verdienstordens Philipps des Großmütigen[10]
- 1889 Preußischer Kronenordens II. Klasse[11]
- 1889 Ehrenbürger der Stadt Mainz
- 1890 Komturkreuz II. Klasse des Verdienstordens Philipps des Großmütigen[12]
- 1892 Geheimrat[13]
- 1896 Stern zum preußischen Kronenorden II. Klasse[14]
- 1898 Großkreuz des Verdienstordens Philipps des Großmütigen[15]
- 1898 Großkreuz des Sachsen-Ernestinischen Hausordens[16]
- 1902 Großkreuz des Hausordens der Wachsamkeit oder vom weißen Falken[17]
- 1903 Roter Adlerorden I. Klasse[18]
- 1903 Griechisches Großkreuz des Erlöser-Ordens[19]
- 1903 Russischer Alexander-Newski-Orden[20]
- 1905 Großkreuz des sächsischen Albrechts-Ordens[21]